# 한일그룹
한일그룹은 대한민국의 기업 집단으로, 1964년  김한수 경남모직 사장에 의해 설립된 한일합성섬유공업을 모기업으로 하고 있다.

## 개요
1964년 한일합섬을 설립해서 성장하다가, 부동산 및 관광업체인 한효개발과 건설업체인 한효건설을 설립했다. 1969년 동서석유화학(주)을 설립하였고, 1976년에는 대원봉제를 설립하여 봉제업 부문에도 진출하였다. 1975년에는 종합상사로 지정받았다.
1980년대에는 국제상사, 남주개발, 신남개발, 연합물산, 진해화학 등을 인수했다. 1990년대에는 한일레저개발, 신라상호신용금고 등을 인수하며 기업을 확장했다. 
특히 1996년 5월 13일에 우성그룹의 대부분의 계열사와 관계 회사를 인수했고, 동년 5월 16일에 인수한 우성그룹의 회사 정리 및 한일그룹의 주력업체를 제외한 나머지 자회사들을 정리해 경영 합리화를 할 것임을 밝혔다.
1997년 외환 위기로 어려움을 겪다가, 1998년 6월과 9월에 각각 한일합섬과 국제상사가 부도를 내면서 그룹이 해체되었으며 이 과정에서 1973년 창단된 한일합섬 여자배구단이 해체됐다. 2005년 한일합섬이 핀튜브텍을 인수하여 그룹 체제가 다시 형성되었다가 2007년 2월 7일 동양그룹에 인수되어 다시 해체되었다.